# Mantell terrestre

Representació d'una secció de la Terra.

En geologia, el mantell és la capa de la Terra situada per sota de l'escorça terrestre i que s'estén cap a l'interior fins al límit exterior del nucli (ocupa aproximadament el 87% de la Terra). El mantell terrestre s'estén des de prop de 33 km de profunditat (o al voltant de 8 km a les zones oceàniques) fins als 2.900 km (transició al nucli). La diferenciació del mantell es va iniciar fa prop de 3.800 milions d'anys, quan la segregació gravimètrica dels components del protoplaneta Terra va produir l'actual estratificació. La pressió a la part inferior del mantell està al voltant dels 140 GPA. Es divideix en dues parts: mantell intern, sòlid, elàstic, i mantell extern, fluid, viscós.

## Característiques
El mantell es diferencia principalment de l'escorça per les seves característiques químiques i el seu comportament mecànic, el que implica l'existència d'una clara alteració sobtada (una discontinuïtat) en les propietats físiques dels materials, que és coneguda com a discontinuïtat de Mohorovičić, o simplement Moho, en homenatge a Andrija Mohorovičić, el geofísic que la va descobrir. aquesta discontinuïtat marca la frontera entre l'escorça i el mantell.
Durant temps es va pensar que la Moho representava la frontera entre l'estructura rígida de l'escorça i la zona més plàstica del mantell, i seria la zona on tindria lloc el moviment entre les roques de la litosfera rígida i l'astenosfera plàstica. No obstant això, estudis recents han demostrat que aquesta frontera es troba molt més avall, en ple mantell superior, a una profunditat de l'ordre dels 70 km sota l'escorça oceànica i dels 150 km sota l'escorça continental. Així, el mantell que se situa immediatament sota de l'escorça està format per materials relativament freds (aprox. 100 ° C), rígid i fos amb l'escorça, tot i estar separat d'ella per la Moho. Això demostra que la Moho és en realitat una discontinuïtat composicional i no una zona de separació dinàmica.

## Composició
La principal alteració mecànica a la Moho s'evidencia en la velocitat de les ones sísmiques, que augmenta substancialment, atesa la major densitat dels materials del mantell (ja que la velocitat de propagació d'una vibració és proporcional a la densitat del material). Aquesta major densitat és el resultat, a més de l'efecte de l'augment de la pressió, de les diferències en la seva composició química, que és en realitat el principal element diferenciador entre escorça i mantell: els materials del mantell són molt rics en minerals màfics de ferro i magnesi, especialment olivina i piroxè. A causa de l'augment de la proporció relativa d'aquests minerals, les roques del mantell - peridotita, dunita i eclogita - comparades amb les roques de l'escorça, es caracteritzen per un percentatge de ferro i magnesi molt més gran, en detriment del silici i de l'alumini.
El quadre següent dona una composició aproximada dels materials del mantell en percentatge de la seva massa total (% ponderal). Noteu que la composició del mantell pot no ser uniforme, i és d'esperar un augment gradual de la proporció Fe / Mg amb la profunditat, s'estima que variï de 0,25 en el mantell superior a 0,6 en el mantell inferior.
| Element | Quantitat |       | Compost | Quantitat |
| ------- | --------- | ----- | ------- | --------- |
| O       | 44,8      |       |         |           |
| Si      | 21,5      | SiO₂  | 46      |           |
| Mg      | 22,8      | MgO   | 37,8    |           |
| Fe      | 5,8       | FeO   | 7,5     |           |
| Al      | 2,2       | Al₂O₃ | 4,2     |           |
| Ca      | 2,3       | CaO   | 3,2     |           |
| Na      | 0,3       | Na₂O  | 0,4     |           |
| K       | 0,03      | K₂O   | 0,04    |           |
| Total   | 99,7      | Total | 99,1    |           |

## Característiques físiques
A més de les diferències de composició, el mantell també presenta unes característiques físiques molt diferents de les de l'escorça (i del nucli). En els punts següents es fa una caracterització dels principals paràmetres físics del mantell.

### Estat del material
El material de què es compon el mantell pot presentar-se en estat sòlid o com una pasta viscosa, com a resultat de les elevades pressions. La tendència en àrees d'alta pressió és que les roques es mantinguin sòlides, perquè així ocupen menys espai físic que els líquids resultants de la fusió. A més d'això, la constitució dels materials de cada capa del mantell determina l'estat físic local. Així, l'interior de la Terra, incloent el nucli intern, tendeix a ser sòlid perquè, malgrat les altíssimes temperatures, està subjecte a pressions tan elevades que els àtoms, en ser compactats, obliguen que les forces de repulsió entre els àtoms siguin vençudes per la pressió externa. El resultat, tot i la temperatura, la substància es manté sòlida.

Determinació de las característiques de l'interior de la Terra mitjançant les ones sísmiques.

### Temperatura
Les temperatures del mantell varien entre els 100 °C (373 K) a la zona de contacte amb l'escorça, fins als 3.500 °C (3.873 K) a la zona de contacte amb el nucli, aproximadament. Aquest augment de temperatura reflecteix alhora la major dificultat de les capes profundes en perdre calor per conducció a la superfície i la major capacitat endògena de produir calor en profunditat (per l'augment de la desintegració radioactiva i per fricció amb els materials fluids en moviment en el nucli extern).

### Viscositat
La viscositat en el mantell superior (l'astenosfera) varia entre 1.021 i 1.024 Pa/s, depenent de la profunditat. Per tant, el mantell superior es desplaça molt lentament, comportant-se simultàniament com un sòlid i com un líquid d'alta viscositat. Això explica el lentíssim moviment de les plaques tectòniques i els moviments isostàtics d'enfonsament i realçament (rebound) de les plaques tectòniques quan s'altera el seu pes (per exemple, amb la formació de masses de gel i el seu posterior desglaç).

### Densitat
En el mantell superior, la presència de l'astenosfera marca zones de fusió parcial. Aparentment, en el mantell inferior no passa cap canvi de fase important, tot i que es donen petits gradients en la velocitat de propagació de les ones sísmiques als 1.230 km i 1.540 km de profunditat. D'aquesta manera, es creu que l'augment en la velocitat de les ones sísmiques ha de passar principalment com a resultat de la compactació d'un material de composició uniforme.
S'han proposat diversos models que suggereixen que el mantell inferior conté més ferro que el mantell superior. En aquest cas, la raó Fe/Mg variaria de 0,25 en el mantell superior a 0,6 en el mantell inferior. L'augment en la massa atòmica mitjana augmentaria la densitat fins als valors observats, sense necessitat de recórrer a estructures moleculars complexes.
Aquests models han generat moltes discussions, ja que si el mantell inferior és més dens que el superior seria difícil l'existència de moviments de convecció. D'altra banda, existint una convecció generalitzada en el mantell seria difícil mantenir l'heterogeneïtat de la composició química durant grans intervals de temps. No obstant això, aquestes aparents incoherències es poden llimar si considerem l'existència de cel·les de convecció independents en el mantell.

## Subdivisions del mantell

Estructura de la Terra. 1. escorça continental, 2. escorça oceànica, 3. Mantell superior, 4. Mantell inferior, 5. nucli extern, 6. nucli intern, A : Discontinuïtat de Mohorovičić, B : Discontinuïtat de Gutenberg, C : Discontinuïtat de Lehmann

Encara que no hi ha diferències marcades ni discontinuïtats òbvies a l'interior del mantell, sí que hi ha gradients que reflecteixen l'augment de la pressió i de la temperatura, i per tant, és comú dividir el mantell en dues capes:
- El 'mantell superior' (de la Moho als 650 km de profunditat), i
- El 'mantell inferior' (dels 650 km de profunditat al límit extern del nucli).

### Mantell Extern
El mantell superior (o mantell extern) s'inicia a la Mohorovicic, que està a una profunditat mitjana de 6 km sota l'escorça oceànica i a una profunditat mitjana de 35,5 km sota l'escorça continental, encara que pot assolir profunditats superiors a 400 km a les zones de subducció.
Les velocitats de les ones sísmiques mesurades en aquesta capa són típicament de 8,0-8,2 km/s, que són més grans que les registrades en l'escorça inferior (6,5-7,8 km/s). Les dades geofísiques demostren que entre 50 i 200 km (o més en les zones de subducció) de profunditat passa una disminució en la velocitat de les ones P (longitudinals) i una forta atenuació de les ones S (transversals), i per això aquesta regió se la coneix com a zona de baixa velocitat.
Evidències basades en dades geofísiques, geològiques i petrològiques, i la comparació amb cossos extraterrestres, indiquen que la composició del mantell superior és peridotítica. Les peridotites són una família de roques ultrabàsiques, majoritàriament compostes per olivina magnèsic (aprox. un 80%) i piroxè (aprox. un 20%). Encara que són rares en la superfície, les peridotites afloren en algunes illes oceàniques, en capes aixecades per l'orogènesi i en rares kimberlites.
Experiències de fusió de peridotites mostren que la seva fusió parcial pot originar els basalts oceànics en les condicions de pressió i temperatura existents en el mantell superior. Aquest procés passa probablement a la zona de baixa velocitat, el que explica la reducció de les velocitat d'ona sísmica per la fusió parcial dels materials.
Les peridotites del tipus granat-lherzolita (60% olivina (60%), 30% orto i clinopiroxens, i 10% espineles, granats i plagioclasses), representen probablement les peridotites del mantell primitiu, que al patir fusió parcial, originen magmes basàltics, deixant com a residus harzbugites (80% olivina, 20% ortopiroxens) i dunites (olivina). Tenint en compte les relacions de pressió i temperatura, la conclusió és que en profunditats menors la mineralogia està dominada pel complex plagioclasa-lherzolita (que es troba freqüentment en a ofiolites) i que, amb l'augment de la pressió, passarà a dominar el complex espinela-lherzolita (que forma vegades nòduls a basalts alcalins). A pressions grans, la mineralogia més estable és la del complex granat-lherzolita (que forma nòduls a kimberlita).

### Mantell Intern
El mantell inferior (o mantell intern) s'inicia a prop dels 650 km de profunditat i s'estén fins a la discontinuïtat de Gutenberg, situada a 2.700-2.890 km de profunditat, en la transició al nucli. El mantell inferior està separat de l'astenosfera per la discontinuïtat de Repetti, essent doncs una zona essencialment sòlida i de molt baixa plasticitat.
La densitat en aquesta regió augmenta linealment de 4,6-5,5. Aparentment, en el mantell inferior no passa cap canvi de fase important, tot i que es donen petits gradients en la velocitat de propagació de les ones sísmiques als 1.230 km i 1.540 km de profunditat. D'aquesta manera, es creu que l'augment en la velocitat de les ones sísmiques ha de passar principalment com a resultat de la compactació d'un material de composició uniforme. S'han proposat diversos models que suggereixen que el mantell inferior conté més ferro que el mantell superior.
La temperatura varia de 1.000 °C a 3.000 C, augmentant amb la profunditat i amb la calor produïda per la desintegració radioactiva i per conducció a partir del nucli extern (on la producció de calor per fricció que experimenten els fluxos que generen el geomagnetisme és gran).

## Convecció en el mantell i punts calents
A causa de les diferències de temperatura entre l'escorça terrestre i el nucli extern hi ha la possibilitat tèrmica de formació d'un corrent convectiu que abasti tot el mantell. No obstant això, aquesta capacitat es veu minvada per la baixíssima plasticitat dels materials del mantell inferior i pel gradual augment de la densitat (per la diferència de composició i de la pressió).
No obstant, això no impedeix que pugin en direcció a la superfície diapirs plutònics aïllats en direcció a la superfície i que fragments d'escorça més freda i densa s'enfonsin a les zones de subducció, formant extenses zones de refusió de materials de l'escorça. La baixa plasticitat força a aquests moviments a una extrema lentitud, fent-los durar centenars de milers, o fins i tot milions, d'anys.
A les zones on els diapirs persisteixen i s'aproximen de la superfície, el que porta a la fusió dels materials a mesura que la pressió disminueix amb l'ascens, es formen punts calents que després es tradueixen, a la superfície, en formacions intrusives, a vulcanisme persistent o en un eixamplament de l'escorça oceànica. A les zones de subducció, la pujada dels materials fosos i l'efecte de la introducció d'enormes quantitats d'aigua en el mantell porten al sorgiment d'arcs insulars (com les Antilles o Japó) i de cadenes volcàniques (com la Serralada dels Andes).
La convecció en el mantell terrestre és un procés caòtic de dinàmica de fluids que sembla determinar el moviment de les plaques tectòniques i, per aquesta via, a la deriva dels continents. En aquest context convé tenir present que la deriva dels continents és només part del procés de desplaçament de les plaques tectòniques, ja que la rigidesa d'aquestes i els fenòmens de generació de nova escorça que ocorren al llarg dels rifts i de destrucció al llarg de les regions de subducció, donen a aquest un caràcter molt complex.
D'altra banda, el moviment de la litosfera està necessàriament deslligat del de l'astenosfera, el que fa que les plaques es desplacin amb velocitats relatives diferents sobre el mantell. Per això els punts calents poden donar origen a cadenes d'illes (com els arxipèlags de Hawaii i de les Açores, en què cada illa o volcà marca la posició relativa del punt calent amb relació a la placa litosfèrica en un determinat temps).
Atesa la complexitat dels fenòmens de convecció del mantell hi ha grans incerteses en la seva modelació, admetent inclús que hi hagi diferents cel·les convectives en capes diferents del mantell, creant un sistema amb múltiples capes entre el nucli i l'escorça.
Tot i que hi ha una tendència general d'augment de la viscositat amb la profunditat, aquesta relació no és lineal i sembla que hi hagi capes amb una viscositat molt més gran que l'esperada en el mantell superior i prop de la zona de transició al nucli extern.
A causa de la baixa viscositat de l'astenosfera, seria d'esperar que no existissin sismes amb hipocentres situats a més de 300 km de profunditat. Això és en general cert, ja que els sismes que es donen a les zones oceàniques rarament tenen el seu hipocentre per sota dels 25 km, i els sismes a les zones continentals tenen el seu focus a 30-35 km de profunditat. No obstant això, a les zones de subducció, el gradient geotèrmic pot ser substancialment reduït, la qual cosa augmenta la rigidesa del material del mantell al seu voltant. D'aquí que ja s'hagin registrat en aquestes regions sismes amb profunditats focals de 400 km a 670 km, si bé són casos molt rars.
La pressió en les capes inferiors del mantell arriba als ~140 GPa (1,4 Matm). Malgrat aquestes gegantines pressions, que augmenten amb la profunditat, es pensa que, tanmateix, tot el mantell es deformi com un fluid molt viscós quan es consideren llargs períodes. La viscositat del mantell superior varia entre 1021 i 1024 Pa·s, depenent de la profunditat. Per això un moviment en el mantell hagi de ser necessàriament hiperlent.
Aquesta situació d'alta viscositat contrasta fortament amb la fluïdesa del nucli extern, encara que estigui sotmès a una pressió més gran. Aquest contrast és la composició fèrrica del nucli, el punt de fusió és molt inferior al dels compostos del ferro existents en el mantell. Així, els compostos del ferro del mantell inferior, tot i estar sotmesos a una pressió inferior, estan en estat sòlid (encara que, si prenem grans escales de temps com a referència, actuen com un fluid d'una viscositat extrema), mentre que el nucli extern, de ferro gairebé pur, està en estat líquid. El nucli intern està en estat sòlid donades les pressions extremes a què està sotmès.
Les implicacions d'aquesta diferència entre el mantell i el nucli extern (i entre aquest i l'intern) són determinants per a la vida a la Terra, ja que d'aquí que neix el camp magnètic terrestre que funciona com un escut electromagnètic que protegeix la vida a la superfície terrestre de les radiacions ionitzants de l'espai exterior i dels vents solars.

## Exploració
El coneixement que es té del mantell es basa essencialment en estudis geofísics indirectes, especialment en l'estudi de la propagació de les ones sísmiques, i en l'estudi de mostres de roques de gran profunditat que són portades cap a la superfície per l'orogènesi o pel vulcanisme (ofiolites, kimberlita i xenolites). D'aquí l'interès per obtenir mostres directes del mantell, cosa que es va intentar, en va, amb el projecte de perforació oceànica anomenat projecte Mohole, que pretenia fer una perforació que arribés a la discontinuïtat de Mohorovičić. La major profunditat assolida en aquest projecte, abandonat per causa de l'enorme cost en 1966 va ser de 180 m sota el sòl marí. El 2005 la tercera més profunda prospecció va arribar a 1.416 m sota el fons marí des del vaixell de perforació JOIDES Resolution.
Una nova temptativa es va dur a terme en 2007. Aquesta vegada es va usar el vaixell japonès Chikyu per perforar 7.000 m l'escorça oceànica, prop del triple de la profunditat màxima assolida en els fons oceànics, amb l'objectiu d'obtenir materials de la discontinuïtat i de les capes del mantell superior situades immediatament sota.
El març de 2007 una expedició composta per una dotzena de científics liderada pel professor Roger C. Searle (Universitat de Durham, Regne Unit) va explorar una regió submarina d'uns 4000 metres de diàmetre, ubicada a 4.900 metres de profunditat en l'oceà Atlàntic a mig camí entre les costes d'Àfrica i Sud-amèrica. La zona va cridar l'atenció dels científics per creure's que en la mateixa el mantell terrestre es troba exposat, no hi ha escorça detectable en aquest particular lloc. Emprant un robot explorador dirigit per control remot, es realitzaren perforacions en tres zones diferents de l'àrea exposada del mantell. Les perforacions estava previst que tinguessin 4 cm de diàmetre i 1 metre de profunditat. La missió va durar unes sis setmanes i va estar composta per geòlegs i oceanògrafs del Centre Oceanogràfic Nacional (NOC, en les seves sigles en anglès) de la ciutat anglesa de Southampton. Van viatjar a bord del vaixell RRS James Cook, anomenat així en honor del cèlebre explorador britànic del segle xviii. A causa que la Terra no és perfectament esfèrica, no hi ha cap valor únic que serveixi per representar el seu radi natural. Hi ha diverses distàncies des dels punts de la superfície fins al centre de la Terra en un rang que va des del radi polar de 6.357 quilòmetres, al radi equatorial de 6378 quilòmetres. Així com també diverses formes de modelar la Terra com una esfera d'un radi mitjà de 6.371 quilòmetres.